# Tal como somos
Tal como somos es el nombre genérico de varios programas que emitieron las televisiones autonómicas de España, Canal Sur Televisión, Castilla-La Mancha Televisión, Aragón TV y Castilla y León Televisión.

## En Canal Sur Televisión
El programa se emitió entre 1990 y 1997. Fue presentado en su primera temporada por Andrés Caparrós Martínez (1990-91). Posteriormente, durante varias temporadas tomó el relevo como presentador el cantante Tate Montoya con Luis Arenas y Maite Chacón como copresentadores (1991-92), quienes posteriormente terminarían presentando juntos el programa tras la marcha de Tate (1992-1997). 
En las dos últimas temporadas se incorporó a este programa, Enrique Montoya (1995-1997), hermano de Tate, colaborando así con Luis y Maite. También colaboró en 1994 y 1995, Paco Vegara antes de irse a TVE.
Se emitía siempre en las tardes, previo a los informativos, es decir, en un principio era de 20h30 a 21h00, pero debido al éxito que cosechó se amplió el horario y se emitía desde las 19h00 hasta las 21h00.
A mediados de los 2000 se recuperó parcialmente la fórmula en el programa Mira la vida de Canal Sur, emitido por las mañanas y presentado por Rafael Cremades. En el se visitaba un pueblo a diario y se conocían sus costumbres y tradiciones, así como su gastronomía y turismo.
En 2013 se recuperó el mismo formato para el prime time  bajo el nombre Cerca de ti en Andalucía. Esta vez fue presentado por la cantante Merche. Se estrenó el 19 de septiembre de 2013 y tan solo tuvo una temporada.
Parcialmente la idea sigue actualmente en el programa La tarde aquí y ahora, presentado por Juan y Medio y Eva Ruiz, ya que viene diariamente de público una representación de municipios andaluces presentando su turismo, tradiciones y gastronomía.
Pueblos Participantes
Provincia de Almería: Abla, Adra, Alhama de Almería, Berja, Carboneras, Chirivel, Cuevas de Almanzora, Dalías, El Contador, Gádor, Garrucha, Gérgal, Huércal-Overa, Instinción, Laujar de Andarax, Macael, María, Níjar, Oria, Paterna del Río, Purchena, Roquetas de Mar, San José, Sorbas, Tíjola, Turre, Uleila del Campo, Vélez-Blanco y Vélez-Rubio.
Provincia de Cádiz: Alcalá de los Gazules, Algar, Algodonales, Arcos de la Frontera, Barbate, Benaocaz, Bornos, Chiclana de la Frontera, Chipiona, Conil de la Frontera, Facinas, Jimena de la Frontera, Los Barrios, Medina Sidonia, Olvera, Paterna de Rivera, Prado del Rey, Puerto Real, Puerto Serrano, Rota, San Roque, Setenil de las Bodegas, Tarifa, Trebujena, Ubrique, Vejer de la Frontera, Villaluenga del Rosario, Villamartín, Zahara de la Sierra y Zahara de los Atunes.
Provincia de Córdoba: Adamuz, Aguilar de la Frontera, Alcolea, Almodóvar del Río, Añora, Belalcázar, Bélmez, Benamejí, Bujalance, Cabra, Cañete de las Torres, Carcabuey, Cardeña, Castro del Río, Doña Mencía, El Carpio, Encinas Reales, Fernán-Núñez, Fuente Obejuna, Fuente Palmera, Hinojosa del Duque, Iznájar, Jauja, La Carlota, La Rambla, Lucena, Luque, Montilla, Montoro, Obejo, Palenciana, Palma del Río, Pedro Abad, Peñarroya-Pueblonuevo, Posadas, Pozoblanco, Priego de Córdoba, Puente Genil, Rute, Santaella, Villafranca de Córdoba, Villanueva de Córdoba, Villanueva del Duque y Zuheros.
Provincia de Granada: Albondón, Alhama de Granada, Alicún de Ortega, Almegíjar, Alquife, Baza, Bérchules, Bubión, Cádiar, Cáñar, Caniles, Capileira, Chauchina, Chimeneas, Churriana de la Vega, Colomera, Dólar, Dúdar, Dúrcal, Galera, Gor, Guadix, Huéscar, Íllora, Iznalloz, Jérez del Marquesado, Jun, La Calahorra, Láchar, Lanjarón, Laroles, Lobres, Loja, Molvízar, Montefrío, Motril, Murtas, Orce, Órgiva, Puebla de Don Fadrique, Santa Fe, Trevélez, Ugíjar, Valderrubio y Zagra.
Provincia de Huelva: Almonaster La Real, Almonte, Alosno, Ayamonte, Beas, Bollullos Par del Condado, Bonares, Cabezas Rubias, Cala, Calañas, Campofrío, Cartaya, Castaño del Robledo, Chucena, Cortegana, Cumbres Mayores, El Cerro de Andévalo, Encinasola, Escacena del Campo, Fuenteheridos, Galaroza, Gibraleón, Hinojales, Hinojos, Jabugo, La Palma del Condado, Lepe, Lucena del Puerto, Nerva, Niebla, Palos de la Frontera, Paterna del Campo, Puebla de Guzmán, Punta Umbría, Rociana del Condado, Rosal de la Frontera, Santa Ana la Real, Santa Olalla del Cala, Tharsis y Zalamea la Real.
Provincia de Jaén: Albanchez de Mágina, Alcaudete, Andújar, Arjona, Arjonilla, Baeza, Bailén, Beas de Segura, Bélmez de la Moraleda, Cazalilla, Espeluy, Huelma, Jabalquinto, Jimena, Jódar, La Guardia de Jaén, Linares, Lopera, Mancha Real, Marmolejo, Mengíbar, Navas de San Juan, Pegalajar, Porcuna, Pozo Alcón, Quesada, Santisteban del Puerto, Segura de la Sierra, Siles, Torreblascopedro, Torredelcampo, Torreperogil, Torres de Albanchez, Valdepeñas de Jaén, Vilches, Villacarrillo, Villanueva de la Reina, Villanueva del Arzobispo, Villarrodrigo y Villatorres.
Provincia de Málaga: Alameda, Alhaurín de la Torre, Alhaurín el Grande, Almogía, Álora, Antequera, Archidona, Ardales, Arenas, Benahavís, Benamocarra, Benaoján, Carratraca, Cártama, Casabermeja, Casares, Coín, Colmenar, Comares, Cómpeta, Cuevas de San Marcos, Frigiliana, Fuengirola, Fuente de Piedra, Gaucín, Genalguacil, Jimera de Líbar, Jubrique, Mijas, Periana, Rincón de la Victoria, Riogordo, Ronda, Sayalonga, Sierra de Yeguas, Torre del Mar, Vélez Málaga y Villanueva del Trabuco.
Provincia de Sevilla: Aguadulce, Alanís, Arahal, Aznalcázar, Aznalcóllar, Benacazón, Bollullos de la Mitación, Brenes, Burguillos, Camas, Carrión de los Céspedes, Castilblanco de los Arroyos, Castilleja de la Cuesta, Constantina, Coria del Río, Coripe, Écija, El Rubio, El Saucejo, Espartinas, Estepa, Gerena, Gines, Guadalcanal, Herrera, Huévar del Aljarafe, La Campana, La Luisiana, Lantejuela, La Puebla de Cazalla, La Rinconada, La Roda de Andalucía, Las Cabezas de San Juan, Las Navas de la Concepción, Lebrija, Lora del Río, Los Corrales, Los Molares, Los Palacios y Villafranca, Mairena del Alcor, Mairena del Aljarafe, Marchena, Morón de la Frontera, Olivares, Paradas, San Juan de Aznalfarache, Sanlúcar la Mayor, Santiponce, Tomares, Umbrete, Utrera, Valencina de la Concepción, Villamanrique de la Condesa, Villanueva del Ariscal, Villanueva del Río y Minas y Villaverde del Río.

## En Castilla-La Mancha Televisión
En esta cadena, Tal como somos comenzó a emitirse desde casi el inicio del canal, a finales de 2001. Fue presentado por Teresa Viejo.
El programa trataba de enseñar las costumbres y tradiciones de los pueblos de Castilla-La Mancha. Por ejemplo, aparecía el alcalde del pueblo invitado y comentaba la historia y lugares a visitar, además de la gastronomía de la zona. Aparte del alcalde, se entrevistaba a diversas personalidades famosas del pueblo en cuestión y se mostraban videos sobre los lugares a conocer, como podían ser iglesias, plazas, casas importantes, etc.
Desde 2002 cambió su formato totalmente, pasándose a emitir un día a la semana en prime time, siempre teniendo como referencia una localidad de la geografía castellano-manchega, teniendo como protagonista de las historias que se cuentan a alguno de sus invitados. Él programa finalizó en junio de 2010, partir de enero de 2011, el formato tuvo un ligero cambio y modificó su nombre por Cerca de ti.

## En Aragón TV
Tal como somos en Aragon TV se estrenó el 18 de septiembre de 2015 y finalizó el 3 de diciembre de 2015. El programa se emitía los viernes a las 21h30 horas y estaba presentado por la periodista, ya fallecida, Paloma Tortajada. Durante las más de 3 horas de duración los aragoneses que estaban en el público eran sorprendidos en el plató. A lo largo del programa se producían momentos emotivos con las historias personales de los aragoneses y también se realizaban actuaciones musicales para sorprender al público y se invitaba al programa a personas famosas. Como curiosidad, cada día el público procedía de un municipio distinto de la comunidad aragonesa.

## En Castilla y León Televisión
Fue un formato de magacín, Tal como somos Castilla y León era emitido por CyL7 de Castilla y León Televisión entre el 13 de abril de 2009 y septiembre de 2011 y estuvo conducido por los presentadores Silvia Ruiz y Rodrigo Garcinuño. Tenía como protagonista principal el día a día de los castellanos y leoneses.
Costumbres, personajes, gastronomía, fiestas, sucesos, actualidad y problemas cotidianos se aunaban para vertebrar este programa de carácter social, que tenía como fin amenizar las tardes de lunes a viernes con una programación cercana y divertida. La temática del espacio era totalmente abierta y en ella se mezclaban asuntos como la historia, la salud, la sociedad, la familia, la música y la moda.
El programa constaba de varias secciones semanales de moda, salud, consumo, protocolo y sexo; entrevistas a personajes conocidos de Castilla y León, algunos conocidos a nivel nacional y otros en la comunidad; actuaciones musicales, diversas tertulias y reportajes de actualidad para los que contaban con un grupo de 10 reporteros.
El equipo de producción del programa estaba compuesto por más de treinta personas, entre realizadores, redactores, reporteros, equipos ENG y cámaras de plató.

## En Teledonosti
En la televisión local vasca, el programa Tal como somos era en formato entrevista y fue emitido entre septiembre de 2010 y el 28 de septiembre de 2018. Por el pasaban todo tipo de personajes de la cultura, el deporte, la política, empresarios donostiarras que contaban su vida o personas adoptadas por las tierras de la zona. El espacio estaba presentado por el periodista, ya fallecido, Ignacio Muñoz.